# Tomáš Berdych
Tomáš Berdychⓘ (* 17. September 1985 in Valašské Meziříčí, damals Tschechoslowakei) ist ein ehemaliger tschechischer Tennisspieler.

## Karriere
Bei den Olympischen Spielen 2004 in Athen gewann Berdych in der zweiten Runde überraschend gegen den topgesetzten Roger Federer, schied aber im weiteren Verlauf aus. Seinen größten Erfolg feierte er 2005 beim Mastersturnier in Paris, als er im Finale Ivan Ljubičić in fünf Sätzen besiegen konnte. 2006 erreichte Berdych bei den French Open, den Wimbledon Championships und den US Open jeweils das Achtelfinale sowie das Finale des Turniers von Halle.
2007 erreichte er das Achtelfinale der Australian Open sowie das Halbfinale von Monte Carlo. Bei den French Open scheiterte er in der ersten Runde an Guillermo García López.
Am 17. Juni gewann er das Rasenturnier von Halle, im Finale schlug er Marcos Baghdatis mit 7:5, 6:4. In Wimbledon erreichte Berdych das Viertelfinale, unterlag dort aber Rafael Nadal mit 6:71, 4:6, 2:6. 2008 stand er im Achtelfinale der Australian Open und unterlag dort Roger Federer mit 4:6, 6:76, 3:6. Im Halbfinale des Turniers in Miami, einem Turnier der Masters Series, unterlag er Nadal mit 6:76, 2:6. Außerdem erreichte er das Finale in Båstad (4:6-, 1:6-Niederlage gegen Tommy Robredo) und später in der Saison in Bangkok das Halbfinale (5:7, 1:6 gegen Novak Đoković). Der Saisonhöhepunkt war für ihn 2008 aber zweifellos der Turniersieg in Tokio, als er den Aufsteiger des Jahres, Juan Martín del Potro, mit 6:1, 6:4 besiegen und seinen vierten Titel auf der ATP World Tour feiern konnte. Auf dem Weg ins Finale eliminierte er die Topspieler Tommy Robredo, Fernando González und Andy Roddick. Berdych besiegte 2009 bei den Australian Open Robby Ginepri, Brian Dabul und den besser gesetzten Stanislas Wawrinka. In seiner Achtelfinalpartie zog er trotz einer 2:0-Satzführung gegen den späteren Finalisten Federer noch den Kürzeren.
Berdych revanchierte sich 2010 im Viertelfinale von Wimbledon, wo er Federer in vier Sätzen bezwingen konnte. Damit zog er ins Halbfinale ein, wo er Đoković glatt in drei Sätzen besiegte. Im ersten Grand-Slam-Endspiel seiner Karriere unterlag er dann Nadal glatt in drei Sätzen.
Bei den Olympischen Spielen 2012 in London startete Berdych im Einzel und im Doppel für Tschechien. Im Einzel schied er bereits in der Auftaktrunde gegen den Belgier Steve Darcis aus. Im Doppel überstand er mit Radek Štěpánek die erste Runde gegen die Italiener Daniele Bracciali und Andreas Seppi in drei Sätzen, ehe sie im Achtelfinale den Brasilianern Marcelo Melo und Bruno Soares knapp mit 6:1, 4:6 und 22:24 unterlagen. Bei den US Open gelang Berdych sein Saisonhöhepunkt mit einem Sieg in vier Sätzen über Roger Federer. Im Halbfinale unterlag er Andy Murray.
2013 erreichte er das Viertelfinale bei Australian Open, wo er Novak Đoković in vier Sätzen unterlag. Auch in Wimbledon stand er im Viertelfinale, dort schied er ebenfalls glatt gegen Đoković aus. Die Saison 2013 war bei Masters-Turnieren die erfolgreichste seiner Karriere, er stand bei sechs Turnieren mindestens im Viertelfinale und bei weiteren vier erreichte er das Halbfinale, nämlich in Indian Wells, Madrid, Rom und Cincinnati. Am Ende der Saison gewann er zum zweiten Mal nacheinander den Davis Cup, im Finale setzte er sich mit Tschechien gegen Serbien in Belgrad mit 3:2 durch. Berdych selbst konnte dabei ein Einzel und ein Doppel gewinnen. In dieser Saison blieb er ohne Turniersieg und schloss das Jahr auf dem siebten Platz der Weltrangliste ab. Das Jahr 2014 war für Berdych bei den Grand-Slam-Turnieren erfolgreich, bei den Australian Open zog er ins Halbfinale ein, wo er Stan Wawrinka in vier Sätzen unterlag. Bei den French Open und den US Open erreichte Berdych jeweils das Viertelfinale. Beim Miami Masters und Paris Masters konnte er jeweils das Halbfinale erreichen. Im Davis Cup schied er diesmal mit seinem Team im Halbfinale gegen Frankreich mit 1:4 aus. In dieser Saison erreichte er fünf Finals, wovon er zwei gewinnen konnte. Berdych gewann die Turniere von Rotterdam und Stockholm, in der Weltrangliste schloss er das Jahr erneut auf Rang sieben ab.
2015 stand er bei den Australian Open erneut im Halbfinale, das er in vier Sätzen gegen Andy Murray verlor. Bei allen anderen Grand-Slam-Turnieren schied er jeweils im Achtelfinale aus. Bei den Masters-Turnieren war er allerdings sehr erfolgreich, bei neun Turnierteilnahmen erreichte er achtmal mindestens das Viertelfinale, nur in Montreal verlor er seine Auftaktpartie. In Miami und Madrid erreichte Berdych jeweils das Halbfinale, in Monte-Carlo stand er in seinem dritten Masters-Finale, das er mit 5:7, 6:4, 3:6 gegen Novak Đoković verlor. In dieser Saison gewann er erneut zwei Turniere, zum einen verteidigte er seinen Titel in Stockholm gegen Jack Sock, kurz danach triumphierte er auch in Shenzhen nach einem Zweisatzsieg gegen Guillermo García López. Bei den ATP World Tour Finals schied er zum vierten Mal nacheinander in der Gruppenphase aus. Am Ende der Saison belegte er den sechsten Platz der Weltrangliste. Die Saison 2016 war insgesamt weniger erfolgreich, Höhepunkt war der Halbfinaleinzug in Wimbledon, das er gegen Andy Murray glatt verlor. In Melbourne und Paris konnte er jeweils das Viertelfinale erreichen. In keinem Masters-Turnier kam er über das Viertelfinale hinaus. Berdych gab 2016 seinen Verzicht auf Olympia bekannt. Als Grund nannte er die gesundheitlichen Risiken im Zusammenhang mit dem Zika-Virus. Damit war er nach Milos Raonic der zweite Top-Ten-Spieler, der das Turnier in Rio absagte. Er gab im August 2016 bekannt, dass der ehemalige Topspieler Goran Ivanisević von nun an zu seinem Trainerteam gehört. Dieser hatte zuvor den Kroaten Marin Čilić betreut. Sein einziger Turniersieg war die Titelverteidigung in Shenzhen, als er Richard Gasquet in drei Sätzen schlug. Die Saison 2016 konnte er auf dem zehnten Weltranglistenplatz beenden.
Die Saison 2017 war für Berdych wenig erfolgreich. Einzig in Wimbledon erreichte er erneut das Halbfinale, wo er gegen Roger Federer in drei engen Sätzen ausschied. Bei den anderen drei Grand-Slam-Turnieren kam er nicht über die dritte Runde hinaus. Bei den Masters-Turnieren konnte er nur in Miami das Viertelfinale erreichen, das er knapp im Tiebreak des dritten Satzes gegen Federer verlor. Er gewann in dieser Saison kein Turnier und stand nur in Lyon im Finale, wo er gegen Jo-Wilfried Tsonga den Kürzeren zog. So beendete er die Saison mit Platz 19 erstmals nach sieben Jahren außerhalb der Top Ten. 2018 war aufgrund von Rückenproblemen eine der schwächsten Saisons seiner Karriere. Er bestritt insgesamt nur zwölf Turniere und beendete nach Wimbledon das Jahr. Höhepunkt der Saison war das Erreichen des Viertelfinals in Melbourne, das er in drei Sätzen gegen Roger Federer verlor. Aufgrund seiner Verletzung schloss er die Saison auf dem 71. Platz der Weltrangliste ab und konnte erstmals nach 14 Jahren in Folge kein Finale bei einem Turnier erreichen.
2019 sollte Berdychs letztes Jahr auf der ATP Tour werden. Zwar begann dieses für ihn mit einem Finaleinzug bei den Qatar ExxonMobil Open 2019 und dem Erreichen der vierten Runde bei den Australian Open positiv, doch verletzte er sich kurz darauf wieder und verpasste zahlreiche Turniere. Eine Viersatzniederlage in der ersten Runde der US Open sollte sein letztes offizielles Turniermatch werden. Berdych verkündigte bei den ATP Finals 2019 seinen Rücktritt vom aktiven Profitennis.

### Davis Cup
Von 2003 bis 2014 spielte Berdych für die tschechische Davis-Cup-Mannschaft. In der Saison 2009 erreichte er mit dieser das Finale, das jedoch gegen Spanien in Barcelona klar mit 0:5 verloren wurde. 2012 qualifizierte sich die Mannschaft zum zweiten Mal für das Finale, das nun in Prag ausgetragen wurde. Erneut war der Gegner Spanien, der diesmal mit 3:2 besiegt wurde. Berdych trat in jeder Saisonbegegnung an und gewann all seine Einzel- und Doppelpartien (mit Radek Štěpánek) gegen Italien, Serbien und Argentinien. Auch im Finale gewannen er und Štěpánek gegen die amtierenden Weltmeister Marc López und Marcel Granollers ihr Doppel, ebenso sein erstes Einzel gegen Nicolás Almagro. Lediglich David Ferrer musste er sich glatt mit 0:3 geschlagen geben. In der nachfolgenden Saison konnte die tschechische Mannschaft den Titel verteidigen. Im Finale besiegte sie Serbien mit 3:2. Berdych unterlag dabei Novak Đoković ohne Satzgewinn, während er Dušan Lajović mit 6:3, 6:4 und 6:3 bezwang. Die Doppelpartie gegen Nenad Zimonjić und Ilija Bozoljac entschieden Berdych und Štěpánek klar mit 6:2, 6:4 und 7:64 für sich.

## Privat
Tomáš Berdych ist seit dem 16. August 2015 mit dem tschechischen Model Ester Sátorová verheiratet. Er hat seinen Wohnsitz in Monaco, davor lebte und trainierte er in Prostějov.

## Erfolge
| Legende (Anzahl der Siege)                           |
| Grand Slam                                           |
| ATP Finals                                           |
| ATP Masters Series ATP World Tour Masters 1000 (1)   |
| ATP International Series Gold ATP World Tour 500 (4) |
| ATP International Series ATP World Tour 250 (10)     |
| ATP Challenger Tour (5)                              |

| ATP-Titel nach Belag |
| Hartplatz (11)       |
| Sand (2)             |
| Rasen (1)            |
| Teppich (1)          |

### Einzel

#### Turniersiege

##### ATP World Tour
| Nr. | Datum              | Turnier       | Belag         | Finalgegner            | Ergebnis                |
| --- | ------------------ | ------------- | ------------- | ---------------------- | ----------------------- |
| 1.  | 27. September 2004 | Palermo       | Sand          | Filippo Volandri       | 6:3, 6:3                |
| 2.  | 31. Oktober 2005   | Paris         | Teppich (i)   | Ivan Ljubičić          | 6:3, 6:4, 3:6, 4:6, 6:4 |
| 3.  | 11. Juni 2007      | Halle         | Rasen         | Marcos Baghdatis       | 7:5, 6:4                |
| 4.  | 5. Oktober 2008    | Tokio         | Hartplatz     | Juan Martín del Potro  | 6:1, 6:4                |
| 5.  | 11. Mai 2009       | München       | Sand          | Michail Juschny        | 6:4, 4:6, 7:65          |
| 6.  | 9. Oktober 2011    | Peking        | Hartplatz     | Marin Čilić            | 3:6, 6:4, 6:1           |
| 7.  | 5. Februar 2012    | Montpellier   | Hartplatz (i) | Gaël Monfils           | 6:2, 4:6, 6:3           |
| 8.  | 21. Oktober 2012   | Stockholm (1) | Hartplatz (i) | Jo-Wilfried Tsonga     | 4:6, 6:4, 6:4           |
| 9.  | 16. Februar 2014   | Rotterdam     | Hartplatz (i) | Marin Čilić            | 6:4, 6:2                |
| 10. | 19. Oktober 2014   | Stockholm (2) | Hartplatz (i) | Grigor Dimitrow        | 5:7, 6:4, 6:4           |
| 11. | 5. Oktober 2015    | Shenzhen (1)  | Hartplatz     | Guillermo García López | 6:3, 7:67               |
| 12. | 25. Oktober 2015   | Stockholm (3) | Hartplatz (i) | Jack Sock              | 7:61, 6:2               |
| 13. | 2. Oktober 2016    | Shenzhen (2)  | Hartplatz     | Richard Gasquet        | 7:65, 6:72, 6:3         |

##### ATP Challenger Tour
| Nr. | Datum           | Turnier      | Belag         | Finalgegner      | Ergebnis      |
| --- | --------------- | ------------ | ------------- | ---------------- | ------------- |
| 1.  | 19. Juli 2003   | Budaörs      | Sand          | Iwajlo Trajkow   | 6:2, 6:3      |
| 2.  | 17. August 2003 | Graz         | Hartplatz     | Julian Knowle    | 6:4, 5:7, 6:2 |
| 3.  | 7. März 2004    | Besançon     | Hartplatz (i) | Julien Benneteau | 6:3, 6:1      |
| 4.  | 13. Juni 2004   | Weiden       | Sand          | Janko Tipsarević | 6:3, 6:3      |
| 5.  | 20. Juni 2004   | Braunschweig | Sand          | Daniel Elsner    | 4:6, 6:1, 6:4 |

#### Finalteilnahmen
| Nr. | Datum              | Turnier       | Belag         | Finalgegner           | Ergebnis       |
| --- | ------------------ | ------------- | ------------- | --------------------- | -------------- |
| 1.  | 4. Juli 2005       | Båstad (1)    | Sand          | Rafael Nadal          | 6:2, 2:6, 4:6  |
| 2.  | 12. Juni 2006      | Halle         | Rasen         | Roger Federer         | 0:6, 7:64, 2:6 |
| 3.  | 25. September 2006 | Mumbai        | Hartplatz     | Dmitri Tursunow       | 3:6, 6:4, 6:75 |
| 4.  | 7. Juli 2008       | Båstad (2)    | Sand          | Tommy Robredo         | 4:6, 1:6       |
| 5.  | 4. April 2010      | Miami         | Hartplatz     | Andy Roddick          | 5:7, 4:6       |
| 6.  | 4. Juli 2010       | Wimbledon     | Rasen         | Rafael Nadal          | 3:6, 5:7, 4:6  |
| 7.  | 13. Mai 2012       | Madrid        | Sand          | Roger Federer         | 6:3, 5:7, 5:7  |
| 8.  | 25. August 2012    | Winston-Salem | Hartplatz     | John Isner            | 6:3, 4:6, 6:79 |
| 9.  | 24. Februar 2013   | Marseille     | Hartplatz (i) | Jo-Wilfried Tsonga    | 6:3, 6:76, 4:6 |
| 10. | 2. März 2013       | Dubai (1)     | Hartplatz     | Novak Đoković         | 5:7, 3:6       |
| 11. | 29. September 2013 | Bangkok       | Hartplatz     | Milos Raonic          | 6:74, 3:6      |
| 12. | 1. März 2014       | Dubai (2)     | Hartplatz     | Roger Federer         | 6:3, 4:6, 3:6  |
| 13. | 4. Mai 2014        | Oeiras        | Sand          | Carlos Berlocq        | 6:0, 5:7, 1:6  |
| 14. | 5. Oktober 2014    | Peking        | Hartplatz     | Novak Đoković         | 0:6, 2:6       |
| 15. | 10. Januar 2015    | Doha (1)      | Hartplatz     | David Ferrer          | 4:6, 5:7       |
| 16. | 15. Februar 2015   | Rotterdam     | Hartplatz (i) | Stan Wawrinka         | 6:4, 3:6, 4:6  |
| 17. | 19. April 2015     | Monte Carlo   | Sand          | Novak Đoković         | 5:7, 6:4, 3:6  |
| 18. | 27. Mai 2017       | Lyon          | Sand          | Jo-Wilfried Tsonga    | 6:72, 5:7      |
| 19. | 5. Januar 2019     | Doha (2)      | Hartplatz     | Roberto Bautista Agut | 4:6, 6:3, 3:6  |

### Doppel

#### Turniersiege

##### ATP World Tour
| Nr. | Datum            | Turnier   | Belag         | Partner         | Finalgegner                           | Ergebnis         |
| --- | ---------------- | --------- | ------------- | --------------- | ------------------------------------- | ---------------- |
| 1.  | 24. Februar 2008 | Rotterdam | Hartplatz (i) | Dmitri Tursunow | Philipp Kohlschreiber Michail Juschny | 7:5, 3:6, [10:7] |
| 2.  | 3. Januar 2014   | Doha      | Hartplatz     | Jan Hájek       | Alexander Peya Bruno Soares           | 6:2, 6:4         |

##### ATP Challenger Tour
| Nr. | Datum         | Turnier  | Belag         | Partner           | Finalgegner                            | Ergebnis       |
| --- | ------------- | -------- | ------------- | ----------------- | -------------------------------------- | -------------- |
| 1.  | 16. März 2003 | Sarajevo | Hartplatz (i) | Jaroslav Levinský | Simon Aspelin Johan Landsberg          | 1:6, 7:66, 6:4 |
| 2.  | 24. Mai 2003  | Prag     | Sand          | Michal Navrátil   | Martín Alberto García Sebastián Prieto | 6:4, 3:6, 4:6  |

#### Finalteilnahmen
| Nr. | Datum          | Turnier          | Belag     | Partner        | Finalgegner             | Ergebnis          |
| --- | -------------- | ---------------- | --------- | -------------- | ----------------------- | ----------------- |
| 1.  | 8. August 2010 | Washington, D.C. | Hartplatz | Radek Štěpánek | Mardy Fish Mark Knowles | 6:4, 6:77, [7:10] |

## Statistik

### Einzel
| Turnier                      | 2019              | 2018              | 2017              | 2016              | 2015              | 2014              | 2013              | 2012              | 2011              | 2010              | 2009              | 2008              | 2007              | 2006              | 2005              | 2004              | 2003              | 2002              | Gesamt  |
| ---------------------------- | ----------------- | ----------------- | ----------------- | ----------------- | ----------------- | ----------------- | ----------------- | ----------------- | ----------------- | ----------------- | ----------------- | ----------------- | ----------------- | ----------------- | ----------------- | ----------------- | ----------------- | ----------------- | ------- |
| Australian Open              | AF                | VF                | 3R                | VF                | HF                | HF                | VF                | VF                | VF                | 2R                | AF                | AF                | AF                | 2R                | 1R                | 2R                | –                 | –                 | 0       |
| French Open                  | –                 | 1R                | 2R                | VF                | AF                | VF                | 1R                | AF                | 1R                | HF                | 1R                | 2R                | 1R                | AF                | 2R                | 1R                | –                 | –                 | 0       |
| Wimbledon                    | 1R                | –                 | HF                | HF                | AF                | 3R                | VF                | 1R                | AF                | F                 | AF                | 3R                | VF                | AF                | 3R                | 1R                | –                 | –                 | 0       |
| US Open                      | 1R                | –                 | 2R                | –                 | AF                | VF                | AF                | HF                | 3R                | 1R                | 3R                | 1R                | AF                | AF                | 3R                | AF                | 2R                | –                 | 0       |
| ATP Finals                   | –                 | –                 | –                 | –                 | RR                | RR                | RR                | RR                | HF                | RR                | –                 | –                 | –                 | –                 | –                 | –                 | –                 | –                 | 0       |
| Indian Wells Masters         | 1R                | 3R                | 3R                | AF                | VF                | 2R                | HF                | AF                | AF                | VF                | 2R                | 2R                | 2R                | AF                | 3R                | –                 | –                 | –                 | 0       |
| Miami Masters                | –                 | 3R                | VF                | VF                | HF                | HF                | VF                | 3R                | VF                | F                 | AF                | HF                | 3R                | 3R                | 1R                | –                 | –                 | –                 | 0       |
| Monte Carlo Masters          | –                 | 1R                | AF                | 2R                | F                 | AF                | AF                | HF                | AF                | AF                | 1R                | –                 | HF                | 2R                | 2R                | 1R                | –                 | –                 | 0       |
| Madrid Masters               | –                 | 1R                | AF                | VF                | HF                | VF                | HF                | F                 | VF                | –                 | 2R                | 2R                | 2R                | HF                | 1R                | 1R                | –                 | –                 | 0       |
| Rom Masters                  | –                 | 1R                | AF                | AF                | VF                | AF                | HF                | VF                | VF                | 2R                | 1R                | –                 | VF                | AF                | 1R                | –                 | –                 | –                 | 0       |
| Hamburg Masters1             | nicht ausgetragen | nicht ausgetragen | nicht ausgetragen | nicht ausgetragen | nicht ausgetragen | nicht ausgetragen | nicht ausgetragen | nicht ausgetragen | nicht ausgetragen | nicht ausgetragen | nicht ausgetragen | 2R                | 2R                | 1R                | 2R                | –                 | –                 | {{{HAM2001}}}     | 0       |
| Kanada Masters               | –                 | –                 | –                 | VF                | 2R                | AF                | AF                | AF                | VF                | VF                | 1R                | 2R                | 1R                | VF                | 2R                | –                 | –                 | –                 | 0       |
| Cincinnati Masters           | –                 | –                 | 1R                | AF                | VF                | 2R                | HF                | AF                | HF                | AF                | VF                | 2R                | AF                | 1R                | 2R                | –                 | –                 | –                 | 0       |
| Shanghai Masters             | –                 | –                 | –                 | 2R                | VF                | VF                | AF                | HF                | AF                | AF                | AF                | nicht ausgetragen | nicht ausgetragen | nicht ausgetragen | nicht ausgetragen | nicht ausgetragen | nicht ausgetragen | nicht ausgetragen | 0       |
| Paris Masters                | –                 | –                 | –                 | VF                | VF                | HF                | VF                | VF                | HF                | AF                | 2R                | AF                | AF                | VF                | S                 | –                 | –                 | –                 | 1       |
| Olympische Spiele            | nicht ausgetragen | nicht ausgetragen | nicht ausgetragen | –                 | nicht ausgetragen | nicht ausgetragen | nicht ausgetragen | 1R                | nicht ausgetragen | nicht ausgetragen | nicht ausgetragen | AF                | nicht ausgetragen | nicht ausgetragen | nicht ausgetragen | VF                | n. a.             | n. a.             | 0       |
| Davis Cup                    | –                 | –                 | –                 | VF                | –                 | HF                | S                 | S                 | PO                | HF                | F                 | VF                | PO                | PO                | PO                | PO                | PO                | –                 | 2       |
| Turnierteilnahmen4           | 9                 | 12                | 18                | 20                | 22                | 23                | 23                | 22                | 21                | 24                | 25                | 20                | 23                | 26                | 28                | 15                | 2                 | 0                 | 330     |
| Erreichte Finals             | 1                 | 0                 | 1                 | 1                 | 5                 | 5                 | 3                 | 4                 | 1                 | 2                 | 1                 | 2                 | 1                 | 2                 | 2                 | 1                 | 0                 | 0                 | 32      |
| Gewonnene Einzel-Titel       | 0                 | 0                 | 0                 | 1                 | 2                 | 2                 | 0                 | 2                 | 1                 | 0                 | 1                 | 1                 | 1                 | 0                 | 1                 | 1                 | 0                 | 0                 | 13      |
| Hartplatz-Siege/-Niederlagen | 13:8              | 10:5              | 17:10             | 27:14             | 40:16             | 40:14             | 39:17             | 41:15             | 37:15             | 25:21             | 22:17             | 25:14             | 21:14             | 25:15             | 18:14             | 7:5               | 2:2               | 0:0               | 401:216 |
| Sand-Siege/-Niederlagen      | 0:0               | 0:4               | 10:5              | 7:4               | 12:4              | 11:6              | 9:6               | 19:5              | 10:6              | 14:4              | 9:7               | 6:6               | 16:8              | 14:7              | 12:11             | 9:7               | 0:0               | 0:0               | 158:90  |
| Rasen-Siege/-Niederlagen     | 0:1               | 1:2               | 8:3               | 5:2               | 5:2               | 4:2               | 6:2               | 1:3               | 6:2               | 6:1               | 4:2               | 3:2               | 8:1               | 7:2               | 3:3               | 0:1               | 0:0               | 0:0               | 67:31   |
| Teppich-Siege/-Niederlagen   | nicht genutzt     | nicht genutzt     | nicht genutzt     | nicht genutzt     | nicht genutzt     | nicht genutzt     | nicht genutzt     | nicht genutzt     | nicht genutzt     | nicht genutzt     | nicht genutzt     | 1:0               | 1:1               | 2:0               | 1:1               | 0:2               | 0:0               | 0:0               | 14:5    |
| Gesamt-Siege/-Niederlagen4   | 13:9              | 11:11             | 35:18             | 39:20             | 57:22             | 55:22             | 54:25             | 61:23             | 53:23             | 45:26             | 36:26             | 35:22             | 46:24             | 48:24             | 34:29             | 16:15             | 2:2               | 0:0               | 640:342 |
| Jahresendposition            | 104               | 71                | 19                | 10                | 6                 | 7                 | 7                 | 6                 | 7                 | 6                 | 21                | 20                | 14                | 13                | 24                | 45                | 113               | 398               | N/A     |

Zeichenerklärung: S = Turniersieg; F, HF, VF, AF = Einzug ins Finale / Halbfinale / Viertelfinale / Achtelfinale; 1R, 2R, 3R = Ausscheiden in der 1. / 2. / 3. Hauptrunde; RR = Round Robin (Gruppenphase);
PO = Playoff (Auf- und Abstiegsrunde in der Davis-Cup-Weltgruppe); n. a. = Turnier wurde in dem Jahr nicht ausgetragen
1 Das Turnier von Hamburg ist seit 2009 nicht mehr Teil der Masters-Serie.

2 Das Turnier von Stockholm fand nur von 1990 bis 1995 als Masters-Turnier statt

3 Das Turnier von Stuttgart fand 1995 einmal in Essen statt und war davor nicht Teil der Masters-Serie

4 Hier gelten nur – wie auch bei bei Finalteilnahmen und gewonnenen Titeln – Turniere der ATP Tour sowie die vier Grand-Slam-Turniere und die ATP Finals; d. h. keine Challenger- und Future-Turniere oder Mannschaftswettbewerbe (Davis Cup oder World Team Cup).
4 Letztere zählen jedoch in den Sieg/Niederlagen-Statistiken rein. Kurzfristige Rücktritte vom Match zählen weder zu den Turnierteilnahmen (wenn in der ersten Runde) noch zur Siegesbilanz.